# ويليام إل. ديل
ويليام إل. ديل (بالإنجليزية: William L. Dill)‏ هو محامي وقاضي أمريكي، ولد في 15 مارس 1874 في فريبورغ في الولايات المتحدة، وتوفي في 14 يناير 1952 في باترسون في الولايات المتحدة.